# シコルスキー (イラストレーター)
シコルスキー（1982年 - ）は、日本のイラストレーター。代表作は『カンピオーネ!』の挿絵。

## 主な作品リスト

### 挿絵
一般向け（ライトノベル）
- ほおむステイ☆でい〜もン! （鯛津裕太/ファミ通文庫）
- 暗闇にヤギを探して（穂史賀雅也/MF文庫J）全3巻
- オウガにズームUP!（穂史賀雅也/MF文庫J）全4巻
- 十三番目のアリス（伏見つかさ/電撃文庫）全4巻
- カンピオーネ!（丈月城/スーパーダッシュ文庫）1-21巻、EX
- アイドルマスターXENOGLOSSIA 伊織サンシャイン!+（涼風涼/HJ文庫）
- パラレルまりなーず（木野鋼一/GA文庫）全2巻
- くれは×リミテッド!（橋村空/GA文庫）全2巻
- 戦え!神群活動保全課 カミカツ!（翅田大介/HJ文庫）
- おとーさんといっしょ!（中谷栄太/GA文庫）全3巻
- 可愛くなんかないからねっ!（瀬那和章/電撃文庫）全2巻
- 魔王のおもりを仰せつかりました。（藤村藤村/ヒーロー文庫）
- 魔剣戦記（藍藤ユウ/オーバーラップ文庫）全3巻
- 関ヶ原で待ってるわ（九重七六八/ヒーロー文庫）全2巻

成年向け（ジュブナイルポルノ）
- あねスポッ! お姉ちゃんと体育祭（青橋由高/美少女文庫）
- お姉さんが診てアゲル（神楽陽子/二次元ドリーム文庫）
- いもうとサマーデイズ お兄ちゃんといっしょ（山本沙姫/二次元ドリーム文庫）
- 私立聖水女学院新体操部 性指導要綱（長友アオミ/ヴァージン☆文庫）
- アスモデウス・オンライン ファンタジー（綿貫梓/ヴァージン☆文庫）
- 妹これくしょん（千匹屋某/ヴァージン☆文庫）

### ゲーム
全年齢向けゲーム
- ファイナル☆ジャスティス（戯画）
- 幻想のエルドラド（アソビモ）

アダルトゲーム
- ツイ☆てる (c:drive)
- ふわりコンプレックス（戯画）
- 大聖戦!ヴァルキリーサーガ（DMM.R18）

### カードイラスト
- らのべ×トレカ~電撃文庫編~ アクセル・ワールド
- らのべ×トレカ~電撃文庫編~ 俺の妹がこんなに可愛いわけがない
- ハヤテのごとく!! トレーディングカードゲーム

### カバーイラスト
- ゼロの使い魔公式アンソロジー 風のルビーの章（メディアファクトリー）
- TORANOANA CHRONICLE 2006 SIDEB (虎の穴）
- キャラの！vol.5（ホビージャパン）
- SD (SUPERDASH) & GO 8月号/2012
- 藤田サトシ塾長のリアル彼女のつくりかた（イーグルパブリシング）
- 艦隊これくしょん -艦これ- 電撃コミックアンソロジー 佐世保鎮守府編 11（アスキー・メディアワークス）